# Вантхонг
Вантхонг — река в Таиланде, левый приток реки Нан.

## Этимология
Второе название реки, Кхек, является более старым. Кхек — это другое название народности, более широко известной как Хакка. Река получила своё современное название Вантхонг благодаря тому, что протекает через район Вантхонг. Первая часть слова «ванг» означает «дворец». Вторая часть «тхонг» означает «золото». Это тайское слово для обозначения золота было заимствовано из тамильского языка Шри-Ланки. Название можно перевести как «Река золотого дворца».

## Описание
Её исток лежит в горах Пхетчабун в районе Кхао Хо, Таиланд. Она протекает через национальный парк Тунг Саланг Луанг и образует водопады Намток Си Дит и Намток Каенг Сопха в районе Вантхонг, провинция Пхитсанулок. И, наконец, течёт через район Банг Кратхум, проходя через Бан Сам Руен и на границы провинций Пхитсанулок и Пхичит, где впадает в реку Нан. Река Вантхонг является частью бассейна Нан и Чаупхрая.
Буенг Рачанок — болото вдоль реки Вантхонг в районе Вантхонг, провинция Пхитсанулок. Болото было восстановлено в 1994 году организацией администрации провинции Пхитсанулок и в настоящее время является популярной достопримечательностью.
Каенг-Банг-Рачан в истоках Вантхонга является естественной средой обитания пресноводной медузы (Craspedacusta sowerbii), которая в настоящее время встречается только в США, России, Великобритании, Японии и Таиланде. Кроме того, это естественная среда обитания для редких видов бабочек, таких как Troides helena и Euploea.
На инженерном факультете Университета Наресуан было проведено исследование, в ходе которого рассмотрены практические возможности использования 18-метрового спуска в национальном парке Саланг Луанг для получения гидроэнергетики.

## История
Ранние общины Бан-Ванг-Тхонг и Бан-Сафан в значительной степени полагались на реку Вантхонг. До строительства автомагистралей основным средством передвижения в Пхичит и Накхонсаван были лодки.
24 февраля 1981 года король Рама IX посетил реку Вантхонг, чтобы проверить проект развития бассейна реки в районе Лом-Сак, провинция Пхетчабан. Инспекция касалась ирригационных проектов.

## Лодочная гонка Братские деревни
Река Вантхонг исторически была местом лодочных гонок между жителями Бан-Ванг-Тхонг и Бан-Сапхан. Гонка проходила ежегодно в ноябре после сезона дождей. Традиционные лодочные гонки лодки прекратились ещё до 1940-х годов. В 1982 году с целью содействия единству сообщества был разработан план по возобновлению гонки Братских деревень, в обсуждении приняли участие ведущие местные чиновники, торговцы районного рынка, фермерские организации и аббат храма Уот-Банг-Сапхан. Вместо того, чтобы одна деревня соревновалась с другой, как раньше, новая гонка на лодках предполагала соревнование между местными фермерами и сельскими организациями. Первая гонка в новом формате была открыта районным чиновником Нааджем Ампхо. Нынешний формат гонки не настолько богат ритуальными действами, как традиционный вариант.

## Фестиваль рафтинга реки Кхек
Туристы приезжают на реку Вантхонг, чтобы увидеть водопады вдоль её русла и заняться рафтингом. У реки очень много порогов, особенно в Национальном парке Тунг-Саланг-Луанг. Некоторые части реки Вантхонг имеют 5-й уровень рафтинговой классификации. Этот уровень является максимальным в рафтинге, то есть река бурная, с быстрым течением и трудными, крутыми порогами. Уровень трудности прохода зависит от объёма стока. В сезон дождей река становится более быстрой. В июне 2005 года провинция Пхитсанулок начала кампанию под названием «Сербни кофе на Каенг Сонг, повеслуй[что?] вдоль порогов Нам Кхек» и провела первый фестиваль рафтинга на реке. Следующий фестиваль рафтинга на реке прошёл с 7 июля по конец октября 2006 года, а затем с 1 июля по 31 октября 2007 года под названием «Kaeng Song Cafe — Khek river rafting festival».